# Second Spring
| Recensione       | Giudizio |
| ---------------- | -------- |
| AllMusic         |          |
| Robert Christgau | C        |

Second Spring è il secondo album a nome della Matthews' Southern Comfort di Iain Matthews, pubblicato dalla UNI Records nel luglio del 1970.

## Tracce
Lato A
1. Ballad of Obray Ramsey – 2:27 (Ian Matthews)
2. Moses in the Sunshine – 6:25 (Carl Barnwell)
3. Jinkson Johnson – 5:31 (Tradizionale, arrangiamento di Ian Matthews)
4. Tale of the Trial – 2:43 (Ian Matthews)

Durata totale: 17:06
Lato B
1. Blood Red Roses – 2:30 (Tradizionale, arrangiamento di Ian Matthews)
2. a) Even As b) Darcy Farrow – 6:29 (a) Carl Barnwell b) Steve Gillette, Tom Campbell)
3. Something in the Way She Moves – 4:52 (James Taylor)
4. Southern Comfort – 7:55 (Sylvia Fricker)

Durata totale: 21:46

## Musicisti
- Iain Matthews - voce
- Mark Griffiths - chitarra solista
- Mark Griffiths - chitarra classica (brano: Tale of the Trial)
- Carl Barnwell - chitarra
- Carl Barnwell - voce solista (brano: Even As)
- Gordon Huntley - chitarra steel
- Andy Leigh - basso
- Ray Duffy - batteria
- Carl Barnwell - armonie vocali (brano: Blood Red Roses)
- Mark Griffiths - armonie vocali (brano: Blood Red Roses)
- Andy Leigh - armonie vocali (brano: Blood Red Roses)

Ospiti
- Tom Paley - banjo (brano: Ballad of Obray Ramsey)
- Roger Churchyard - fiddle (brani: Jinkson Johnson e Southern Comfort)
- Martin Jenkins - mandolino (brano: Southern Comfort)

Note aggiuntive
- Ian Matthews e Matthews' Southern Comfort - produttori
- Robin Black - ingegnere del suono (brani: A1, A2, A4, B1, B2a, B2b e B4)
- John Wood - ingegnere del suono (brani: A3 e B3)
- Brani - A1, A2, A4, B1, B2a e B4, registrati al Morgan Studios di Londra
- Brani - A3, B2b e B3, registrati al Sound Techniques Studios di Londra